# Fritz Bürkle (Jurist)
Fritz Bürkle (geb. 2. Juli 1883 in Koblenz; gest. 25. Juli 1958 ebenda oder in Köln) war ein deutscher Jurist.

## Lebensweg
Bürkle studierte Rechtswissenschaften und war seit dem Studium Mitglied der Studentenverbindung Akademischer Juristenverein Bonn (heute: AV Rheno-Colonia Köln). Nach Abschluss seiner juristischen Ausbildung wurde er zunächst Staatsanwaltsrat und später Präsident des Landgerichts von Glatz, Landkreis Glatz, Provinz Niederschlesien.
Am 1. Mai 1933 trat Bürkle in die NSDAP ein. Bürkle war auch Mitglied verschiedener NS-Organisationen: Nationalsozialistischer Rechtswahrerbund, nationalsozialistischer Altherrenbund der deutschen Studenten (NSAHB), Kyffhäuserbund (Reichskriegerbund) und nationalsozialistische Volkswohlfahrt (NSV).
Nach der deutschen Besetzung der Tschechoslowakei und der Gründung des Protektorates Böhmen und Mähren wurde der Glatzer Landgerichtspräsident Bürkle am 16. April 1939 mit dem Aufbau des deutschen Oberlandesgerichtes Prag beauftragt. Ab 1. Oktober 1939 leitete Bürkle dieses Gericht als Oberlandesgerichtspräsident. Dazu wurde Bürkle Anfang Oktober 1939 in die Planstelle des Landgerichtspräsidenten von Hannover eingewiesen, eine „große Landgerichtspräsidentenstelle“ der Reichsbesoldungsgruppe B 8. Bürkle übte sein Amt des Oberlandesgerichtspräsidenten in Prag bis zum Zusammenbruch der deutschen Oberhoheit in der Tschechoslowakei aus und verließ Prag um das Ende des Zweiten Weltkriegs herum.
1945 erschien Bürkles Name auf der „Consolidated List“ der Alliierten in der Rubrik „Wanted for Murder“ („wegen Mordes gesucht“). In Hof (Bayern) begann ein Verfahren gegen Bürkle auf Grundlage des Gesetzes zur Befreiung von Nationalsozialismus und Militarismus vom 5. März 1946. Er galt als Hauptschuldiger der Gruppe I. Nach seiner Verhaftung durch die Alliierten in Hof wurde Bürkle zunächst im Internierungslager Dachau auf dem Gelände des Konzentrationslagers Dachau interniert. Von dort aus lieferten die Alliierten Bürkle an die Tschechoslowakei aus. Dort wurde er vor dem Kreisstrafgericht Prag angeklagt. Bürkle blieb bis zum 6. November 1947 in Haft. In einem Bescheid vom 7. November 1947 (Tk XXI 15. 426/47) führte das Kreisstrafgericht Prag aus, dass ihm keine Beweise dafür vorlägen, dass Bürkle in seiner Zeit als Oberlandesgerichtspräsident in Prag durch Entscheid, Urteil, Verfügung oder Verwaltungsmaßnahmen den Tod, schwere körperliche Schädigungen oder die Verschleppung tschechoslowakischer Bürger erwirkt habe. Bürkle wurde nach Dachau zurückgebracht, wo er zu Weihnacht 1947 aus der Haft entlassen wurde.
Die Entnazifizierungskammer in Hof stufte Bürkle als „Mitläufer“ ein und sah davon ab, Sühnemaßnahmen gegen ihn zu verhängen.
Über Bürkles weiteren Lebensweg, insbesondere über seine etwaige weitere Verwendung in der westdeutschen Justiz, ist nichts bekannt.
Er starb am 25. Juli 1958 im Alter von 75 Jahren.

## Werke von Fritz Bürkle (Auswahl)
- Bürkle, Fritz, „Der Aufbau der Deutschen Rechtspflege in Böhmen und Mähren“, in: Deutsches Recht (DtR), Zentralorgan des Nationalsozialistischen Rechtswahrerbundes, 1942, B (Monatsausgabe), S. 57–59, (Digitalisat)